# Nemaliales
Nemaliales Schmitz in Engler, 1892  é o nome botânico, segundo o sistema de classificação de Hwan Su Yoon et al. (2006), é o nome de uma ordem de algas vermelhas pluricelulares da classe Florideophyceae, subfilo Rhodophytina.

## Táxons inferiores
Familia 1: Galaxauraceae P.G. Parkinson, 1983
Familia 2: Liagoraceae Kützing, 1843
Familia 3: Scinaiaceae J.M. Huisman, J.T. Harper & G.W. Saunders, 2004